# Gara de Nord (cartier)
Gara de Nord este un cartier situat în sectorul 1 al Bucureștiului, în jurul gării cu același nume.